# Birgit Weitemeyer
Birgit Weitemeyer (* 5. Juni 1964 in Göttingen) ist eine deutsche Rechtswissenschaftlerin und seit 2007 Inhaberin des Lehrstuhls für Steuerrecht und Direktorin des Instituts für Stiftungsrecht und das Recht der Non-Profit-Organisationen an der Bucerius Law School in Hamburg.

## Leben
Nach einer Ausbildung zur Fachgehilfin in steuer- und wirtschaftsberatenden Berufen studierte sie Rechtswissenschaft in Kiel und legte 1991 das erste juristische Staatsexamen ab. 1994 wurde Birgit Weitemeyer als Teilnehmerin des Graduiertenkollegs „Nationales und Internationales Umweltrecht“ an der Universität Kiel mit einer Arbeit über „Ordnungsrechtliche Maßnahmen in Konkursverfahren. Umweltrecht und Insolvenz“ promoviert.
Im Anschluss an das Referendariat in Schleswig-Holstein, Mecklenburg-Vorpommern und New York legte sie 1996 das zweite juristische Staatsexamen ab. Danach war sie bis 2002 als Assistentin am Institut für Wirtschafts- und Steuerrecht an der Universität Kiel tätig. Von 2002 bis 2004 vertrat sie Lehrstühle an der Helmut-Schmidt-Universität in Hamburg. Die Habilitation folgte 2003 mit einer Arbeit über „Die Körperschaftsbesteuerung der öffentlichen Unternehmen unter besonderer Berücksichtigung ihrer verdeckten Gewinnausschüttungen“. 2004–2007 vertrat Weitemeyer den Lehrstuhl für Bürgerliches Recht, Ausländisches und Internationales Privatrecht und Rechtsvergleichung an der Technischen Universität Dresden.
Birgit Weitemeyer forscht schwerpunktmäßig im Bürgerlichen Recht (Miet- und Immobilienrecht), Handels- und Gesellschaftsrecht, im Steuerrecht und im Recht der Non-Profit-Organisationen. Sie ist Mitherausgeberin der Neuen Zeitschrift für Miet- und Wohnungsrecht. Außerdem kommentiert sie einen Teil des Mietrechts im Staudinger.